# Wilhelm Pfeil

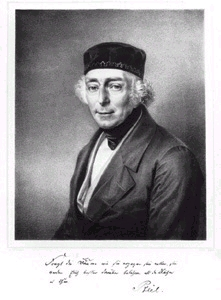
Friedrich Wilhelm Leopold Pfeil um 1850, Stahlstich von Weyer und Singer. Mit Pfeils Unterschrift und dem berühmten Satz: „Fragt die Bäume wie sie erzogen sein wollen, sie werden Euch besser darüber belehren als es die Bücher thun.“ Das Original hängt im Museum der Adlerapotheke in Eberswalde.

Friedrich Wilhelm Leopold Pfeil (* 28. März 1783 in Rammelburg; † 4. September 1859 in Warmbrunn) war ein sächsisch-preußischer, deutscher forstlicher Praktiker, Hochschullehrer und Forstwissenschaftler. Er gilt als die überragende forstliche Persönlichkeit seiner Zeit in Norddeutschland und gehört zu den so genannten „Forstlichen Klassikern“ von internationalem Rang.

## Leben und Wirken

### Herkunft und Familie
Friedrich Wilhelm Leopold Pfeil, der sich zeitlebens stets Wilhelm Pfeil nannte, entstammte einer alten Bürgerfamilie aus Freyburg (Unstrut) im späteren Königreich Sachsen, die sich dort bis weit in das 16. Jahrhundert zurückverfolgen lässt. Seine Eltern waren der Justizamtmann in der Grafschaft Mansfeld und Schriftsteller Johann Gottlob Benjamin Pfeil (1732–1800) und Eva Clara Johanna Leonardine geborene Goeckingk († 1792), die Schwester des Dichters und Nationalökonomen Leopold Friedrich Günther von Goeckingk (1748–1828). Wilhelm Pfeil war das vierte von insgesamt acht Kindern aus dieser Ehe.

### Jugend und Ausbildung
Wilhelm Pfeil verlebte seine Jugendjahre im Schloss Rammelburg, dem Wohnsitz der Eltern. Sein Vater war nämlich neben seinen sonstigen Tätigkeiten Generalbevollmächtigter über die großen Güter der freiherrlich von Friese’schen Familie, wozu auch das Schloss gehörte. Der waldreiche Ostharz und der Umgang mit Förstern prägten seine Kindheit. Wie sein Vater wollte auch er Jurist werden. Nachdem er zunächst durch einen Hauslehrer unterrichtet worden war, besuchte er ab 1797 das Ascherslebener Gymnasium Stephaneum. Nach dem frühen Tod seines Vaters war er 1801 jedoch gezwungen, den Besuch vor dem Abitur abzubrechen und eine praktische Tätigkeit auszuüben, da die Familie mittellos geworden war.

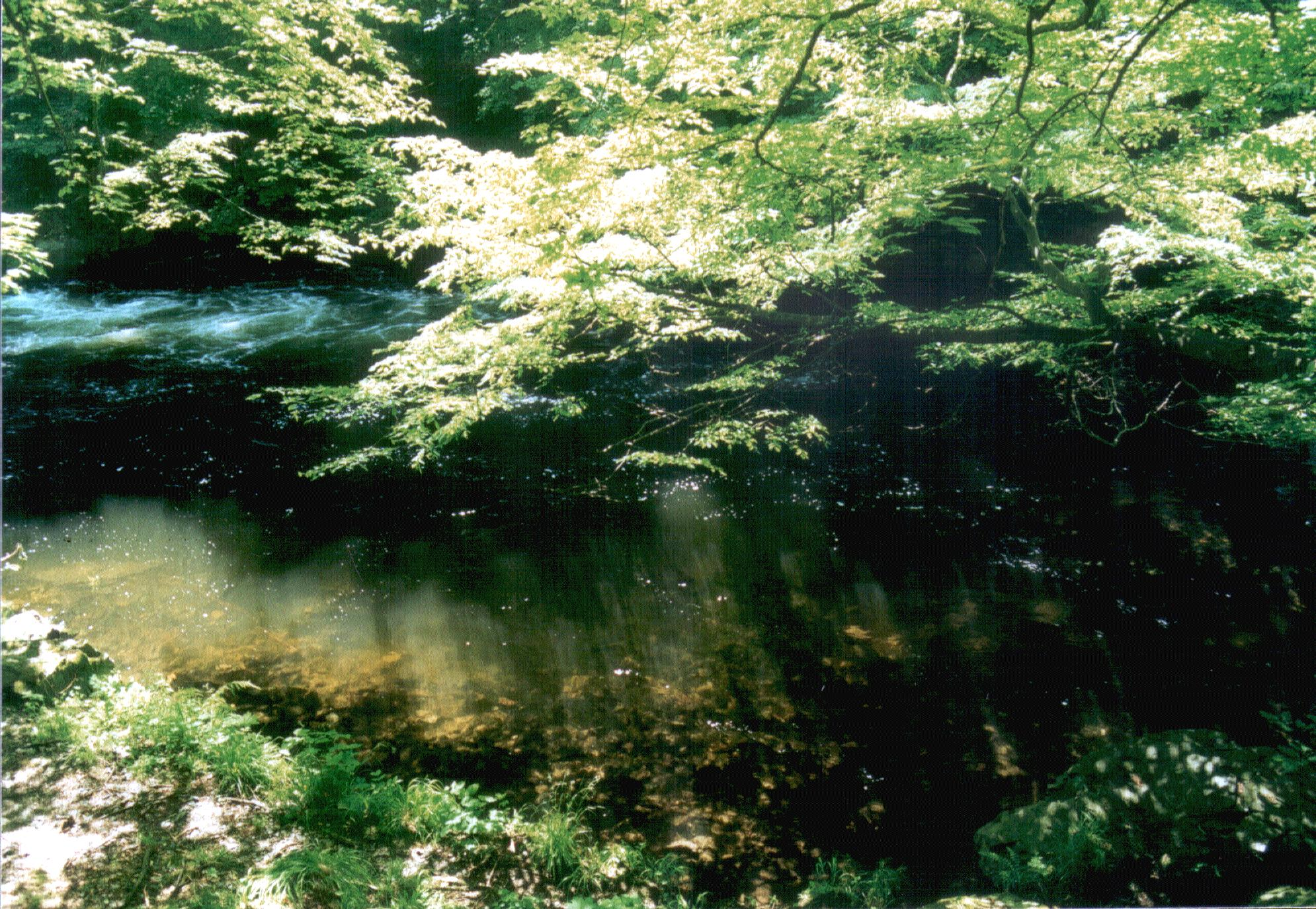
In den Wäldern um Thale absolvierte Pfeil einen Teil seiner Ausbildung.

Aus Neigung ergriff er den Beruf des einfachen Försters und verbrachte die vorgeschriebene dreijährige Jägerlehre von 1801 bis 1804 in den königlich preußischen Oberförstereien Königshof (heute Königshütte) bei Elbingerode unter seinem Lehrmeister Kersten und Thale. Dem königlich-preußischen Oberförster lag die Jagd jedoch mehr als alles andere, sodass die forstliche Ausbildung Pfeils keine großen Fortschritte machte. Seine Beobachtungsgabe wurde in dieser Zeit jedoch geschärft, was ihm im Laufe seiner Karriere sehr zugutekam. Nachdem er in Königshof die vergleichsweise einfache Fichtenwirtschaft kennengelernt hatte, absolvierte er auf Anraten seines Lehrherrn den zweiten Teil seiner Ausbildung in einem Laubholzrevier. Dazu begab er sich nach Thale, wohin er auch später immer wieder gern zurückkehrte. Dort lernte er auch den Oberforstmeister von Hünerbein kennen, der ihm den Zugang zur Theorie eröffnete. Nachdem sich Pfeil wenige Monate an der Vermessung des Reviers Sehlde beteiligt hatte, nahm er zum Ende seiner Lehrzeit im Frühjahr 1804 als Gehilfe von Hünerbeins an einer Inspektionsreise in die preußische Exklave Neuenburg in der Schweiz teil. Die Route führte von Halberstadt über Bamberg, Nürnberg, Ulm, Schaffhausen und Konstanz mit Abstechern nach Lausanne und Genf und die Alpen. Es sollte die weiteste Reise seines Lebens bleiben.

### Aufstieg zum Forstmeister

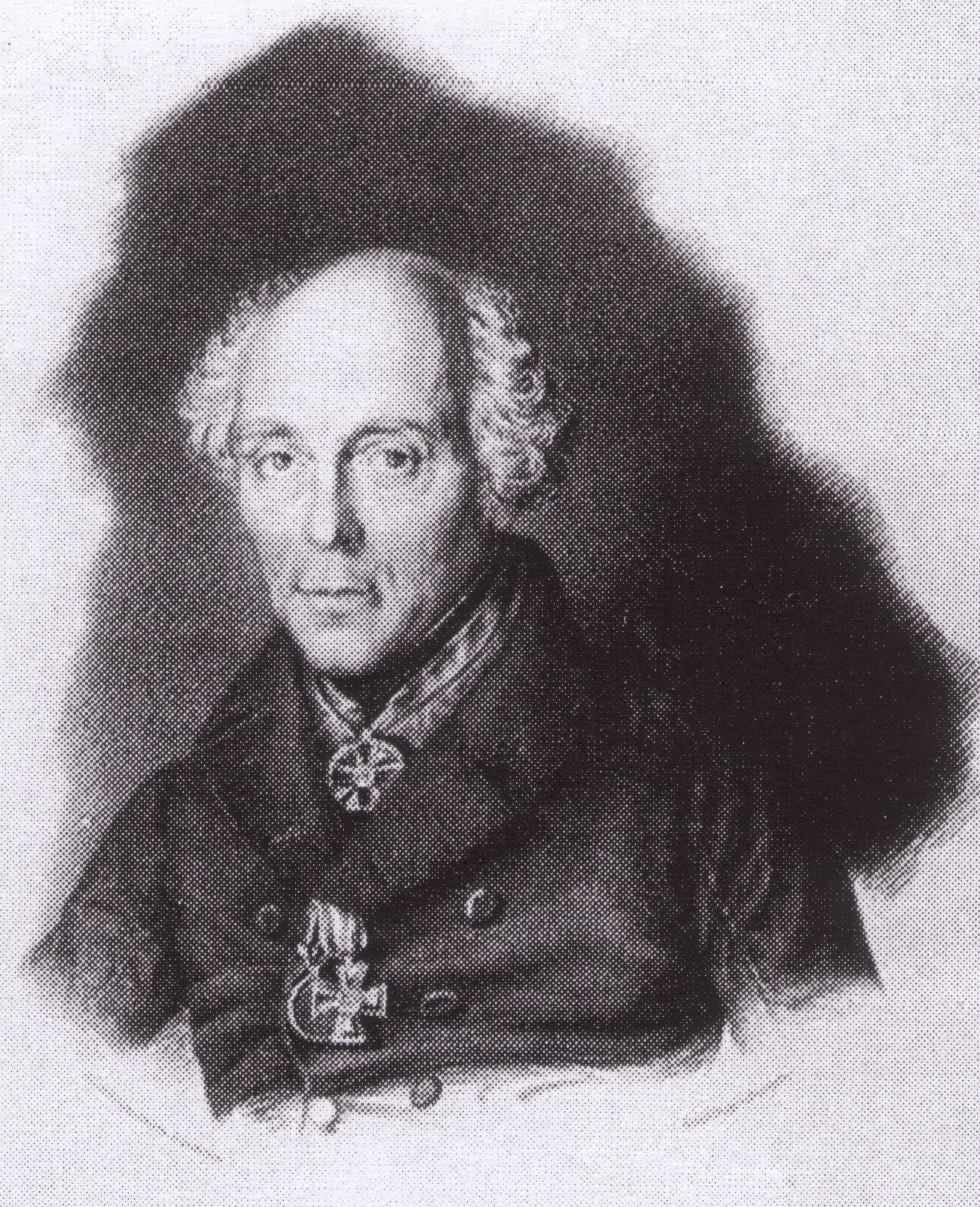

Nach seiner Lehrzeit bewarb sich Pfeil nach Vermittlung durch einen Onkel am Hof Fürst Carolath-Beuthens in Niederschlesien. Zuerst diente er ab 1804 als Gehilfe eines Försters in Kleinitz und Carolath, ab 1806 dann dort als Förster. Im Jahr darauf heiratete er Albertine Beate Nowack (1791–1870). Aus der Ehe gingen eine Tochter (1811 geboren) und drei Söhne, Hugo Theobald (1809–1848), Hermann Rudolph (1811–1850) und Arnold Erich Ottomar (1825 geboren) hervor. Die beiden ältesten Söhne ergriffen ebenfalls den Forstberuf, starben jedoch beide noch vor ihrem 40. Lebensjahr. Der dritte Sohn wurde Jurist, und auch die Tochter heiratete später einen Juristen.
Obwohl Wilhelm Pfeil als Privatförster nie beim Militär gedient hatte, nahm er 1813 an den Befreiungskriegen gegen Napoleon teil und kommandierte dabei eine Landwehr-Kompanie.
Sein beruflicher Aufstieg in Carolath vollzog sich danach rasch: 1815 wurde er zum Oberförster, 1816 zum Forstmeister befördert. In jenen Jahren in Niederschlesien begann Pfeil in einem einmaligen Kraftakt ein Selbststudium, um die bisher fehlende theoretischen Kenntnisse – er hatte nie eine Forstschule oder gar eine Universität besucht – zu ergänzen. Innerhalb weniger Jahre eignete er sich das Wissen der gesamten damals zur Verfügung stehenden forstlichen Literatur an. Von Pfeil ging in den nächsten Jahren bis zu seinem Lebensende eine wahre Flut von Veröffentlichungen aus. Seine Gabe, Gedanken rasch, überzeugend und äußerst präzise zur Papier zu bringen, macht ihn zu einer außergewöhnlichen Erscheinung in der forstlichen Wissenschaft.

### Als Hochschullehrer
Seine Veröffentlichungen sorgte auch dafür, dass Georg Ludwig Hartig auf ihn aufmerksam wurde. Dazu trug insbesondere sein 1816 veröffentlichtes Werk Über die Ursachen des schlechten Zustandes der Forsten und die allein möglichen Mittel ihn zu verbessern, mit besonderer Rücksicht auf die Preußischen Staaten. Eine freimütige Untersuchung, das die Aufmerksamkeit der Fachleute erregte, bei. Für seine weitere Karriere ausschlaggebend erwies sich dann seine Abhandlung Über forstwissenschaftliche Bildung und Unterricht im allgemeinen mit besonderer Anwendung auf den preußischen Staat (1820).
Auf Hartigs Betreiben wurde Pfeil 1821 mit 38 Jahren Direktor der Preußischen Forstakademie an der Universität Berlin. Er erhielt die Titel Oberforstrat und Professor. Damit war der Autodidakt, der über keine akademische Ausbildung verfügte, zum Mitglied der seinerzeit bedeutendsten deutschen Universität geworden – ein auch für die damalige Zeit einmaliger Vorgang. Zur Wiedereröffnung der Forstakademie, die seit 1806 geschlossen gewesen war, hielt er die programmatische Rede Über die Bedeutung und Wichtigkeit der wissenschaftlichen Ausbildung des Forstmannes für die Erhöhung des Nationalwohlstandes und Volksglücks. Der Aufenthalt in Berlin brachte Pfeil in Kontakt zu namhaften Wissenschaftlern seiner Zeit. Georg Wilhelm Friedrich Hegel, später Rektor der Berliner Universität, verlieh ihm 1821 die Ehrendoktorwürde der Philosophischen Fakultät. Mit dem Juristen Friedrich Carl von Savigny korrespondierte Pfeil über historische Fragen. Und auch Wilhelm und Alexander von Humboldt bestärkten Pfeil in seinem Bestreben nach praxisnaher Forschung.

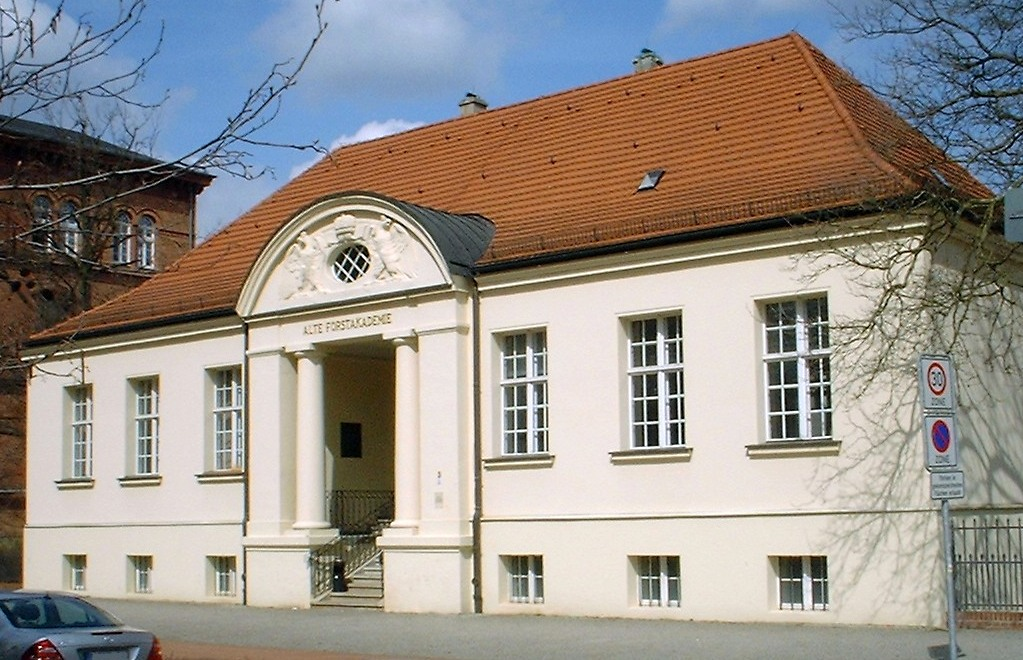
Pfeil leitete ab 1830 die Höhere Forstlehranstalt in Eberswalde

Pfeil, der eine Universitätsausbildung für Forstleute ablehnte, wollte die forstliche Ausbildung aus der Stadt Berlin hinaus in eine waldreichere Gegend bringen, um forstwissenschaftliche Lehre mit der Praxis im Wald verbinden zu können. 1830 erreichte er, dass die Akademie als Königlich Preußische Höhere Forstlehranstalt nach Neustadt-Eberswalde verlegt und dort von Pfeil geleitet wurde. Er lehrte bis 1859 die wichtigsten forstlichen Fächer selbst. Unterstützung erhielt er durch Julius Theodor Christian Ratzeburg (Naturwissenschaften), Wilhelm Bando (Forst- und Jagdkunde), Wilhelm Schneider (Geodäsie) und Schäffer (Rechtskunde). Insgesamt sind 1273 Studenten durch die Schule Pfeils in Berlin und Eberswalde gegangen, unter ihnen auch Pfeils späterer Nachfolger als Akademiedirektor, Bernhard Danckelmann.
Wilhelm Pfeil, der, was seine persönlichen Lebensansprüche anbetraf, sehr bescheiden war, lebte ganz für seine Arbeit. Im Sommer begann sein Arbeitstag um 4 Uhr, im Winter um 5 Uhr. Sein Kollege Ratzeburg berichtete, außer Alexander von Humboldt keinen anderen Menschen gekannt zu haben, der dauerhaft mit so wenig Schlaf ausgekommen sei. Pfeil und seine Kollegen verfügten nicht nur über keinerlei Hilfskräfte für Lehre und Forschung, sondern bis auf eine Reinigungskraft auch über kein sonstiges Akademiepersonal. Es kam daher vor, dass Pfeil die Akademie selbst beheizte.
Neben seiner Lehrtätigkeit hatte er auch die Aufgaben des Forstinspektionsbeamten für die 15.846 Hektar umfassenden Lehroberförstereien Liepe und Biesenthal zu erfüllen. Er hatte damit die Befugnis, in die Bewirtschaftung der einzelnen Reviere einzugreifen. Außerdem kümmerte er sich noch um den gut 1500 Hektar großen Stadtwald von Eberswalde.
Wilhelm Pfeil, der 1859 als Geheimer Oberforstrat in den Ruhestand gegangen und ins Riesengebirge nach Hirschberg gezogen war, starb noch im gleichen Jahr während eines Kuraufenthaltes im benachbarten Bad Warmbrunn. Er wurde am 7. September 1859 in Hirschberg beigesetzt. Das Grab existiert heute nicht mehr; es ist nach 1945 beseitigt worden.
Dokumente und Archivalien von und über Wilhelm Pfeil sind im Historischen Fundus der Fachhochschule Eberswalde und im Archiv der Humboldt-Universität Berlin (Bestand Forstliche Hochschule) verwahrt.

## Leistungen
Wilhelm Pfeil war stets bestrebt, die zu seiner Zeit noch junge Forstwissenschaft aus ihrer Isolierung gegenüber den anderen Wissenschaften herauszuführen. Besonderen Wert legte er auf die enge Verbindung zur Nationalökonomie. Wald und Forstwirtschaft wollte er als Teil des gesamten sozialen und wirtschaftlichen Geschehens betrachtet wissen. Er war ein meisterhafter, nicht selten aber auch zynischer und ungerechter Kritiker. Seine Leistungen als forstlicher Praktiker, Lehrer und Wissenschaftler stehen jedoch außer Frage. Aufgrund seiner wesentlichen Beiträge zur Entwicklung der Forstwissenschaft gehört Pfeil neben Georg Ludwig Hartig, Heinrich Cotta, Johann Christian Hundeshagen, Carl Justus Heyer und Gottlob König zu den so genannten „Forstlichen Klassikern“. Unter diesen ist er aus heutiger Sicht wohl der aktuellste geblieben.

### Forstschriftsteller und gefürchteter Kritiker

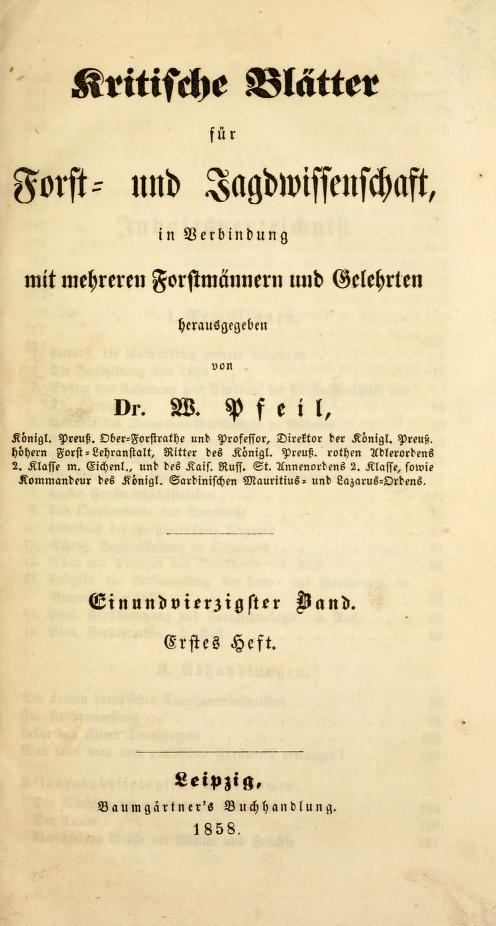
Pfeil gab von 1822 bis 1859 die Fachzeitschrift Kritische Blätter für Forst- und Jagdwissenschaft heraus

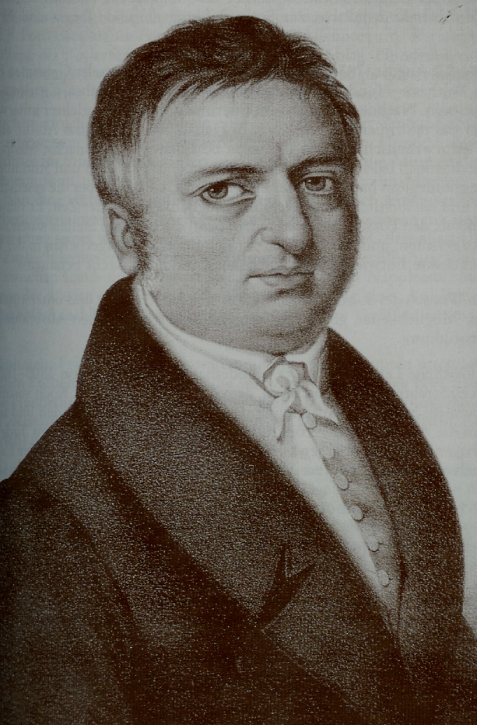
Mit Johann Christian Hundeshagen führte Pfeil einen besonders ausufernden Streit.

Wilhelm Pfeil gehört zu den produktivsten Forstschriftstellern überhaupt. Neben 24 Büchern, die zum Teil mehrere Auflagen erlebten, verfasste er rund 750 Abhandlungen und Mitteilungen. Von diesen erschienen mehr als 700 in den 42 Bänden der von ihm gegründeten, zum größten Teil allein geschriebenen und bis zu seinem Tode auch herausgegebenen Fachzeitschrift Kritische Blätter für Forst- und Jagdwissenschaft (1822–1859). Darin hat er kein Gebiet der Forst- und Jagdwissenschaft ausgelassen. „Außergewöhnlicher Fleiß, Ausdauer, ein durchdringender Verstand und der Verzicht auf viele Annehmlichkeiten des Lebens befähigten ihn zu einem riesengroßen, kaum übersehbaren wissenschaftlichen Werk“, urteilte 1982 der Forsthistoriker Karl Hasel, der das vielfach auch heute noch aktuelle und erstaunlich frische Werk Pfeils in mehreren kommentierten Zusammenstellungen wieder allgemein zugänglich gemacht hat. Sowohl Hasel, als auch sein Kollege Albrecht Milnik empfehlen es auch heutigen Förstern nachdrücklich zum Studium.
Pfeil war ein scharfer und gefürchteter Kritiker. Die Fachliteratur seiner Zeit kommentierte er in mehr als 600, zumeist sehr umfangreichen Rezensionen. Nichts war ihm mehr verhasst als Autoren, die aus anderen Büchern Wissen abschreiben und zu neuen Büchern zusammenstellen. Pfeil war der Auffassung, dass Veröffentlichungen nur dann zu begrüßen seien, wenn sie neue Erkenntnisse vermitteln. So kann es sein, dass er in seinen Kritischen Blättern ein neues Buch über 20 oder mehr Seiten hinweg detailliert kritisch würdigt und dann zu dem Schluss kommt: „Nichts Neues, daher wissenschaftlich wertlos!“
Pfeil selbst sah seine Kritikertätigkeit so:

„Das ist übrigens die alte Geschichte, nach der von jeher die Rezensenten verfehmte und für vogelfrei erklärte Menschen sind, die dem Hass und der Verfolgung aller schlechten, mittelmäßigen und arroganten Schriftsteller preisgegeben werden. Die Leute sollten aber doch Mitleid mit den armen Kritikern haben, die verpflichtet sind, allen literarischen Schmutz und wertlosen Ballast zu durchsuchen, um zu sehen, ob vielleicht nicht doch etwas Brauchbares darunter ist. Soll man nun dies ganze wertlose Gut als vortreffliche, preiswürdige Ware anpreisen? Und soll man den Leuten nicht zuletzt frank und frei sagen, dass es unrecht ist, das Publikum damit zu behelligen?“

Pfeil, der durchaus sehr selbstkritisch war und zeitlebens von ihm gemachte Fehler revidierte und öfters seine Anschauungen wechselte, stieß mit seiner schonungslosen Kritik viele Zeitgenossen vor den Kopf und machte sich zahlreiche Gegner. Einen besonders ausufernden Streit führte er mit Johann Christian Hundeshagen. Und noch im Jahr vor seinem Tod verriss er Max Preßlers Buch Der rationelle Waldwirt (1858). Die aufkommende Bodenreinertragslehre verdächtigte er, sich vom Prinzip der Nachhaltigkeit zu verabschieden und lehnte sie daher strikt ab. Eine harte Replik Preßlers war die Folge.
Der Forsthistoriker August Bernhardt, ein Schüler Pfeils in Eberswalde, beurteilte die Kritikertätigkeit seines Lehrers folgendermaßen:

„Pfeil hat dieses literarische Wächteramt fast 40 Jahre lang mit absoluter Gewalt geübt und manchen Eindringling in sein Nichts zurückgewiesen, freilich auch manche noch unentwickelte, aber tüchtig veranlagte junge Kraft im Keim erstickt.“

Besonders Georg Wilhelm von Wedekind – den Pfeil für gewöhnlich nur als „der Freiherr“ zu titulieren pflegte – und Theodor Hartig sind dadurch erst sehr viel später in ihrer Bedeutung für die Forstliteratur erkannt und gewürdigt worden. Große Verehrung brachte er jedoch dem Altmeister Heinrich Cotta entgegen. In gewisser Weise kann man Pfeils Wirken für die Forstliteratur mit demjenigen von Karl Kraus und dessen Zeitschrift Die Fackel in späteren Jahrzehnten vergleichen.
Neben seiner Kritikertätigkeit hat Pfeil jedoch auch bedeutende forstliche Fachbücher vorgelegt. In dem zweibändigen Werk Grundsätze der Forstwirthschaft in Bezug auf Nationalökonomie und die Staats-Finanzwissenschaft (1822/1824) beschäftigte er sich – gestützt auf die Lehren Adam Smiths – als erster Forstmann mit den volkswirtschaftlichen Grundlagen der Forstwirtschaft. Ein klassisches Waldbaubuch war Das forstliche Verhalten der Waldbäume und ihre Erziehung (1829), und in mehreren Büchern befasste sich Pfeil mit Fragen des Forstschutzes und der Forstpolizeilehre. Werke wie die fünfbändige Neue vollständige Anleitung zur Behandlung, Benutzung und Schätzung der Forsten. Ein Handbuch für Forstbesitzer und Forstbeamte nahmen bereits enzyklopädischen Charakter an. Nicht zuletzt mit Die Forstgeschichte Preußens bis zum Jahre 1806 (1839) wies sich Pfeil auch als bemerkenswerter Forsthistoriker aus.
Daneben war Pfeil aber auch ein Freund von Musik und Poesie. Er selbst hat eine ganze Reihe von Gedichten verfasst.

### Die Bedeutung des Örtlichen
Trotz seiner zahlreichen Veröffentlichungen und seiner Kenntnis der gesamten damaligen forstlichen Fachliteratur stellte Pfeil das unausgesetzte scharfe „Beobachten der Natur“ und das Sehen lernen über alles theoretische Wissen: „Der Mangel an Beobachtung kann durch bloße Spekulation nie ersetzt werden.“
Das führte ihn zu seiner berühmten Maxime: „Fragt die Bäume wie sie erzogen sein wollen, sie werden Euch besser darüber belehren als es die Bücher thun.“ Unermüdlich wies er darauf hin, dass es nicht möglich ist, alle Wälder starr nach den gleichen Generalregeln zu bewirtschaften, sondern jeweils den Standort, also die Boden- und Klimaverhältnisse und ihre Folgen, zu berücksichtigen. Seine Maxime vom Einfluss des Örtlichen ist zentraler Punkt Pfeil’schen Denkens und wurde neben dem Nachhaltigkeits-Gedanken als „Das eiserne Gesetz des Örtlichen“ zum Leitbild zukünftiger Förstergenerationen. Er hat damit der forstlichen Bodenkunde, die sich jedoch erst nach ihm entfalten sollte, wesentliche Anregungen gegeben. Die von der so genannten „Eberswalder Schule“ vertretene standortgerechte Forstwirtschaft gründet sich auf Pfeils Ideen. Nicht mehr einfache Generalregeln, sondern die standörtliche Bedingtheit wird durch den zunehmenden Kenntnisstand Ausgangspunkt des forstlichen Handelns. Damit stand er im krassen Gegensatz zu seinem Mentor Georg Ludwig Hartig, mit dem er einen ausgedehnten Gelehrtenstreit führte. Pfeil bezieht seine Philosophie dabei nicht nur auf den Waldbau, sondern beispielsweise auch auf Forsteinrichtung und Forstgesetzgebung.
Immer wieder wandte sich Pfeil gegen „Forstpäpste“, die nur ihre eigene Meinung als richtig gelten lassen wollen. Die Folge davon sei:

„Eine große Menge forstlicher Streitigkeiten rührt daher, dass die Forstmänner glauben, es müsse überall so sein als auf der Stelle, wo sie ihre Beobachtungen anstellten, und andere tadeln, die es an anderen Orten und unter anderen Verhältnissen anders fanden. Es ist eine große Irrung: Mathematik, Philosophie, Chemie usw. bleiben unter allen Zonen dieselben, nicht so der Pflanzenwuchs, nicht die von äußeren Einwirkungen und Verhältnissen abhängige Forstwirtschaft.“

Aufgrund seiner beständigen Forderung nach Beobachtung und Experiment – zu seiner Zeit, in der sich die Wissenschaft oftmals noch mit dem Sammeln und Systematisieren begnügte, eine sehr moderne Einstellung – bereitete er dem Forstlichen Versuchswesen den Weg. Pfeil selbst unternahm nicht nur in seinen Lehrrevieren, sondern vor allem auch in dem von ihm und Ratzeburg 1830 angelegten Forstbotanischen Garten in Eberswalde (Forstort „Pfeilsgarten“) Experimente mit verschiedenen Forstpflanzen, darunter zur Pflanzenanzucht für Aufforstungen. So erprobte er die Pflanzung von Kiefern-Sämlingen, die bis heute vorherrschende Kultur-Technik für diese Baumart.

### Waldbauliche Überzeugungen
Der größte Teil von Pfeils Veröffentlichungen behandelte waldbauliche Fragestellungen, wobei er – wie oben ausgeführt – jeglichen Schematismus und jede „Rezeptkocherei“ scharf ablehnte. Intensiv untersuchte er die rund um Eberswalde und in Brandenburg dominierende Waldkiefer. Dem Anbau fremdländischer Baumarten stand er – mit Ausnahme der Lärche für sehr gute Standorte – skeptisch gegenüber. Er bedauerte den Abtrieb abwechslungsreicher Mischbestände und sprach sich gegen naturwidrige Reinbestände aus. Pfeil hatte sehr viel Sinn für die Schönheiten des Waldes und kann als früher Vertreter der Waldschönheitslehre gelten, die dann Gottlob König und später Heinrich von Salisch zur Blüte brachten. Als früher Naturschützer trat Pfeil etwa für Naturdenkmale ein.
Bemerkenswert waren auch seine Ansichten zur Mittelwaldbewirtschaftung, die er – anders als viele seiner forstlichen Zeitgenossen – nicht ablehnte. Für den damals schlechten Ruf des Mittelwaldes machte er seine Vorgänger und jene Zeitgenossen verantwortlich, die den Mittelwald nicht verstünden, zahlreiche unrichtige Behauptungen aufstellten, nicht selbst zu denken wagten und ihn lieber in allzu feste Schablonen zwängen wollten.

### Politischer Schriftsteller
In seinen Veröffentlichungen blickte Wilhelm Pfeil stets weit über den engeren forstlichen Tellerrand und aus dem Wald hinaus und setzte sich mit den gesellschaftlichen und sozialen Problemen seiner Zeit auseinander. So wurde er zum politischen Schriftsteller.
Pfeil war ein Anhänger des wirtschaftlichen Liberalismus im Sinne von Adam Smith. Zu seinen Forderungen, die er an anderer Stelle allerdings auch wieder eingeschränkt hat, gehörten daher der Verkauf von Staatswald, die Rodung von Wald zugunsten der Landwirtschaft und die Aufhebung der Forstpolizei. Den politischen Liberalismus hingegen lehnte Pfeil, ein überzeugter Anhänger seines Königs und der Monarchie, ab. Er hielt Liberale und Demokraten für ein Unglück und fürchtete einen drohenden Kommunismus. Seine Einstellung begründete er dabei auch mit seinem Beruf:

„Der Forstmann, der sich wirklich mit dem Wald beschäftigt und nicht etwa ein reiner Theoretiker ist, der ihn nur aus Büchern kennt, ist seiner ganzen Natur nach konservativ und kann es nur sein. Er hat mehr die Zukunft vor Augen als die Gegenwart, er will selbst mit Opfern den Wald den künftigen Geschlechtern erhalten; er weiß, dass man nicht fortwährend alle früheren Einrichtungen fortwerfen und immer etwas Neues an ihre Stelle setzen darf, wenn man überhaupt jemals zur Herstellung eines wohlgeordneten Ganzen gelangen will. Immer gründet er seine Maßregeln auf dasjenige, was ihm aus der Vergangenheit überliefert worden ist; er misstraut den neuen Theorien und glaubt mehr an die alten Erfahrungen.“

Diese konservative Einstellung ließ ihn jedoch nicht vor sozialen Gegensätzen und Spannungen blind werden. Vielmehr hatte er einen scharfen Blick für die gesellschaftlichen Missstände seiner Zeit und war aus christlicher Überzeugung heraus ein unentwegter Streiter für den sozialen Fortschritt. Aus einer fast schon an Charles Dickens gemahnenden sozialen Einstellung heraus – die für seine Zeit durchaus ungewöhnlich war –, trat er ein Leben lang für die Armen, Schwachen und Benachteiligten ein, vor allem für den „armen Landmann“, für den Waldweide, Streunutzung und Grasnutzung im Wald noch existenziell wichtig sein konnten. Pfeil warnte daher vor einer Einstellung, die da meinte, der Wald sei nur um des Waldes willen da und nicht auch um der Menschen willen. Daher wandte er sich auch gegen eine radikale Ablösung der Forstberechtigungen (Forstservituten). Gegen das in der Forstverwaltung vielerorts noch geltende Adelsprivileg hatte er sich schon früh gewandt und mit großer Unbefangenheit Verwaltungen und Regierungen kritisiert. Der Magistrat der Stadt Eberswalde hat denn auch sein Eintreten für die Armen besonders gewürdigt. Pfeil war auch der erste, der sich dafür aussprach, kleinbäuerlichen Waldbesitz zu fördern. Ohnehin hat er vor dem Hintergrund seiner langjährigen Tätigkeit im Privatwald dessen Bedingungen und Interessen stets ausführlich berücksichtigt.
In seinen Schriften äußert sich Pfeil immer wieder sehr kritisch gegenüber dem Denken und Handeln von Industriellen und Börsenspekulanten und dessen Auswüchsen:

„Solange die Börsenmänner nur darauf spekulieren, sich soviel als möglich vom Staatsvermögen zu verschaffen, sich auf Kosten der armen Volksklassen zu bereichern, solange die Fabrikherren nur an sich selbst denken und nicht an ihre Arbeiter, kann man es dem Proletariat nicht verdenken, wenn es nach den Mitteln greift, um sich auch so viel als mögliche Genüsse zu verschaffen. Die Reichen haben zuerst durch ihr Beispiel auf die unteren Volksklassen verderblich gewirkt, nur durch ein besseres können sie es wieder gut machen.“

Der evangelische Pfeil fordert stattdessen ein wahrhaft christliches Leben der höheren Volksklassen als Beispiel für die unteren Schichten. Auch den Forstleuten empfiehlt er christliche Nächstenliebe:

„Der Forstwirt, welcher die ärmere Volksklasse von der Sammlung des wertlosen Holzes, der Mitbenutzung der Beeren und Schwämme, dem Eintreiben eines unschädlichen Stückes Vieh, der Gewinnung des Grases, wo sie ohne Nachteil für das Holz erfolgen kann, herzlos ausschließt, handelt sicher gegen Gottes Gebot und liebt den Nächsten nicht wie sich selbst. Er soll niemals in den Wald gehen, ohne an Christi Gebot zu denken. Das aber ist, daß wir dem Armen zu Hilfe kommen, wo irgend es möglich ist, und in dieser Art verlangen wir auch für jede Forstverwaltung eine christliche Grundlage. Ohne diese wird kein Segen auf ihr ruhen.“

Den neuen Volksvertretern nach der Revolution von 1848 gegenüber war Pfeil allerdings von größtem Misstrauen erfüllt. Pfeil gesteht den Kammern und Landständen zwar das Recht zu, die Verwaltung der Staatsforsten zu kontrollieren, aber ohne sich in den technischen Ablauf einzumischen. Er warnt davor, den Wald in das politische Geschäft einzubeziehen:

„Der Wald ist kein Gegenstand, mit dessen Bewirtschaftung man ungestraft experimentieren könnte; einmal verwüstet, ist er sehr schwer wieder herzustellen. (...) Die Republiken bedürfen die Forsten so gut als die absoluten Monarchien, und selbst wenn die Kommunisten die Regierung übernähmen, würden sie den Wald nicht entbehren können. Der Forstwirt steht deshalb außer und über den politischen Parteien; darum ist es auch ein großer Fehler, wenn sich ein solcher in irgend einer Art bei den Parteikämpfen beteiligt.“

### Pfeil als Jäger

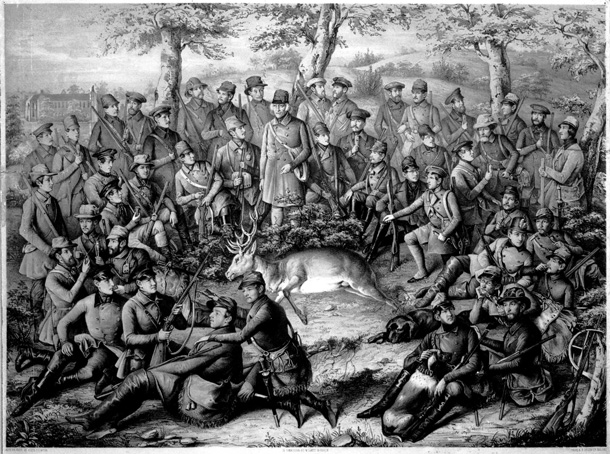
Wilhelm Pfeil und seine Schüler 1848 bei einer Jagd im Wald von Chorin bei Eberswalde. Lithographie von E. Meyer.

Obwohl Wilhelm Pfeil zeitlebens ein begeisterter und überzeugter Jäger war, die Schönheit des jagdlichen Erlebens pries und zahlreiche jagdwissenschaftliche Beiträge verfasste, richtete sich sein Denken dabei doch nach dem Grundsatz „Wald vor Wild“. Er hat für die forstliche Einstellung gegenüber dem Verhältnis von Wald und Wild Worte ungebrochener Geltung gefunden, die er am Beispiel der Verjüngung der Weißtanne entwickelte:

„Die erste Sorge bei vorhandenem Weitannenanflug ist die Sicherung gegen Verbiß durch Wild. Dazu gehört, dass alle Rehe, alles Rotwild, überhaupt jedes Tier, was den jungen Pflanzen schädlich werden kann, unnachsichtlich totgeschossen werden muß, wenn man es nicht auf andere Weise zu entfernen weiß. Sehr wenige davon reichen hin, einen sehr großen Schaden anzurichten. Das darf niemals geduldet werden; die Jäger sollten bedenken, daß sich ein Wildbestand nur erhalten läßt, wenn man ihn so in Schranken hält, daß er keinen wesentlichen Schaden weder im Holz noch im Feld veranlaßt. Jeder Wildstand, bei dem dies der Fall ist, wird früher oder später eine Reaktion herbeiführen und ausgerottet werden, weil man dann allemal regelmäßig von der zu großen Wildschonung zu seiner gänzlichen Ausrottung hinüberschwenkt. Ein gehörig in Schranken gehaltener wird sich aber keine Feinde machen. Darum ist eine unbedingte Schonung der Ricken durchaus nicht mit unserer jetzigen Forstwirtschaft zu vereinbaren. Kämen nicht die Wilddiebe immer wieder zu Hilfe, so würde man in diesen Forsten bald auf die Nachzucht von Eichen und anderen gefährdeten Holzarten verzichten müssen. Unstreitig ist vorzugsweise das Wild die Ursache des Verschwindens der Eichen und Weißtannen in unseren Forsten. Es wäre sehr wünschenswert, daß das unbedingte Verbot des Schießens von Rehen aus den preußischen Forstordnungen ganz verschwände, und daß dem Revierverwalter überlassen würde, alles Wild da abzuschießen, wo es am nachtheiligsten ist, ohne an Geschlecht und Alter gebunden zu sein. Dabei wird sich doch ein passender Wildstand ganz gut erhalten lassen. Daß der Herausgeber kein Wild- oder Jagdfeind ist, hat er oft dargetan; er ist aber noch weniger ein Holzfeind, der das Holz dem Wild opfern will.“

Vor diesem Hintergrund und jagdlichen Verhältnissen nach der 1848er-Revolution kämpfte Pfeil für ein zeitgemäßes Jagdrecht und forderte, dass Jagdherren entstandene Wildschäden zu ersetzen haben.

### Forstliche Lehre und Prüfung
Seinen Studenten gegenüber legte Pfeil eine verständnisvolle und fördernde Haltung an den Tag. Seine Vorträge und Exkursionen galten als höchst lebendig, fesselnd und anregend gestaltet. Es kam ihm dabei darauf an, die Urteilsfähigkeit und Beobachtungsgabe seiner Schüler zu entwickeln: „Es geht darum, denkende Forstmänner und nicht Maschinen auszubilden.“ Pfeil:

„Der Forstmann bedarf einer allgemeinen forstlichen Bildung; aber diese kann ihn niemals in Stand setzen, die Maßregeln zur Behandlung eines Forsts von vorn herein mit Sicherheit bestimmen zu wollen. Diese muß er immer selbständig aus den eigentümlichen Verhältnissen des Forsts entwickeln und sie ihnen anpassen. Der richtige praktische Takt muß ihn hierin leiten, und er darf nie vergessen, dass es keine Regel gibt, die überall richtig ist, und dass Ausnahmen eintreten können, wo gerade das, was man im allgemeinen als Fehler ansieht, sich vollständig rechtfertigt. Er ist mehr Künstler als Gelehrter, wie es auch der Arzt ist. Ein Handbuch der Forstwissenschaft kann für die verschiedenen Verhältnisse in den Wäldern Vorschriften für ihre Taxation und Bewirtschaftung angeben; aber der Forstmann muß die Verhältnisse würdigen können, unter denen sie nur anwendbar sind. Diese sind wie die Krankheiten oft so kompliziert, die Konstitutionen der Menschen wie die der Wälder oft so unendlich verschieden, dass der Arzt wie der Forstmann oft die Hand- und Lehrbücher wegwerfen müssen, um sich neue Regeln für ihre Behandlung zu bilden. Darum ist auch nichts gefährlicher, als eine bloße Dressur des Forstmannes nach bestimmten Lehrbüchern und Instruktionen, wobei er nicht selbständig denken und wirken lernt.“

Aufgabe des Forstlehrers sei es daher vor allem, die Liebe zur Natur zu wecken, zum Denken anzuregen und den Studierenden zu zeigen, wie sie sich selbst im Wald ein Urteil bilden können. Wichtiger Bestandteil der Ausbildung waren Pfeil daher Exkursionen in die „grünen Hörsäle“ der Lehroberförstereien rund um Eberswalde, aber auch in andere Waldgebiete. Er selbst verfasste eine ganze Reihe forstlicher Revier- und Reisebeschreibungen, darunter für die Wälder des Harzes, der Eifel, des Sollings und des Thüringer Waldes. Zum geselligen Teil des Ausbildungsprogramms gehörten auch gemeinsame Jagden. Auch der Forstbotanische Garten in Eberswalde diente der praktischen Ausbildung der Studenten.
Immer wieder hat Wilhelm Pfeil auch zum forstlichen Prüfungswesen Stellung genommen. Zu seiner Zeit wurden die Prüfungen als Staatsprüfungen abgenommen, also nicht von den Professoren der Forstakademie, sondern von einer vom Ministerium bestellten Prüfungskommission. Gegenüber diesen Prüfungen war er sehr skeptisch eingestellt:

„Entschieden ist, dass man durch kein Examen erfahren kann, ob jemand ein guter, brauchbarer Beamter werden wird, ja noch nicht einmal, ob er die erforderliche Befähigung zu einer Beamtenstelle besitzt, kaum zuletzt, ob er wirklich etwas gelernt hat.“

Pfeil verweist auf die verschiedenen psychologischen Aspekte zwischen Prüfern und Examinand, die wechselseitige Beeinflussung allein durch die äußeren Eindrücke sowie Glück oder Pech bei der zu beantwortenden Frage, je nachdem, wie gegenwärtig dem Prüfling der betreffende Punkt gerade ist. Wo der eine Prüfling sich als redegewandter, wenn auch oberflächlicher Blender mit einigen allgemeinen Sätzen durchkomme, könne ein anderer wiederum ängstlich sein, schließlich aus der Fassung geraten und sein Wissen überhaupt nicht bei der Hand haben. Unverantwortlich sei es daher, wenn der Prüfer durch raues Betragen und verletzenden Tadel den Prüfling noch mehr einschüchtert und mutlos macht. Pfeil rät daher zu einer freundlichen und ermunternden Behandlung, wodurch die pflichtgemäße Strenge des Urteils nicht ausgeschlossen werde. „Aber auch bei diesem darf man nicht vergessen, dass unter hundert jungen Leuten, die geprüft werden, neunundneunzig mehr Kenntnisse besitzen, als sie durch ihre Antworten in den Prüfungen darlegen.“

## Ehrungen

### Mitgliedschaften und Auszeichnungen
Wilhelm Pfeil gehörte einer Reihe wissenschaftlicher Gesellschaften im In- und Ausland als Mitglied oder Ehrenmitglied an, darunter ab 1814 der von Johann Matthäus Bechstein gegründeten Societät für Forst- und Jagdkunde zu Dreißigacker, ab 1822 der Leipziger Ökonomischen Sozietät und ab 1824 der königlich preußischen märkischen ökonomischen Gesellschaft zu Potsdam. Im Jahr 1825 trat er der Gesetzlosen Gesellschaft zu Berlin bei.
Pfeil erhielt verschiedene in- und ausländische Orden, wie etwa 1850 den Roten Adlerorden II. Klasse mit Eichenlaub.

### Denkmäler und Widmungen

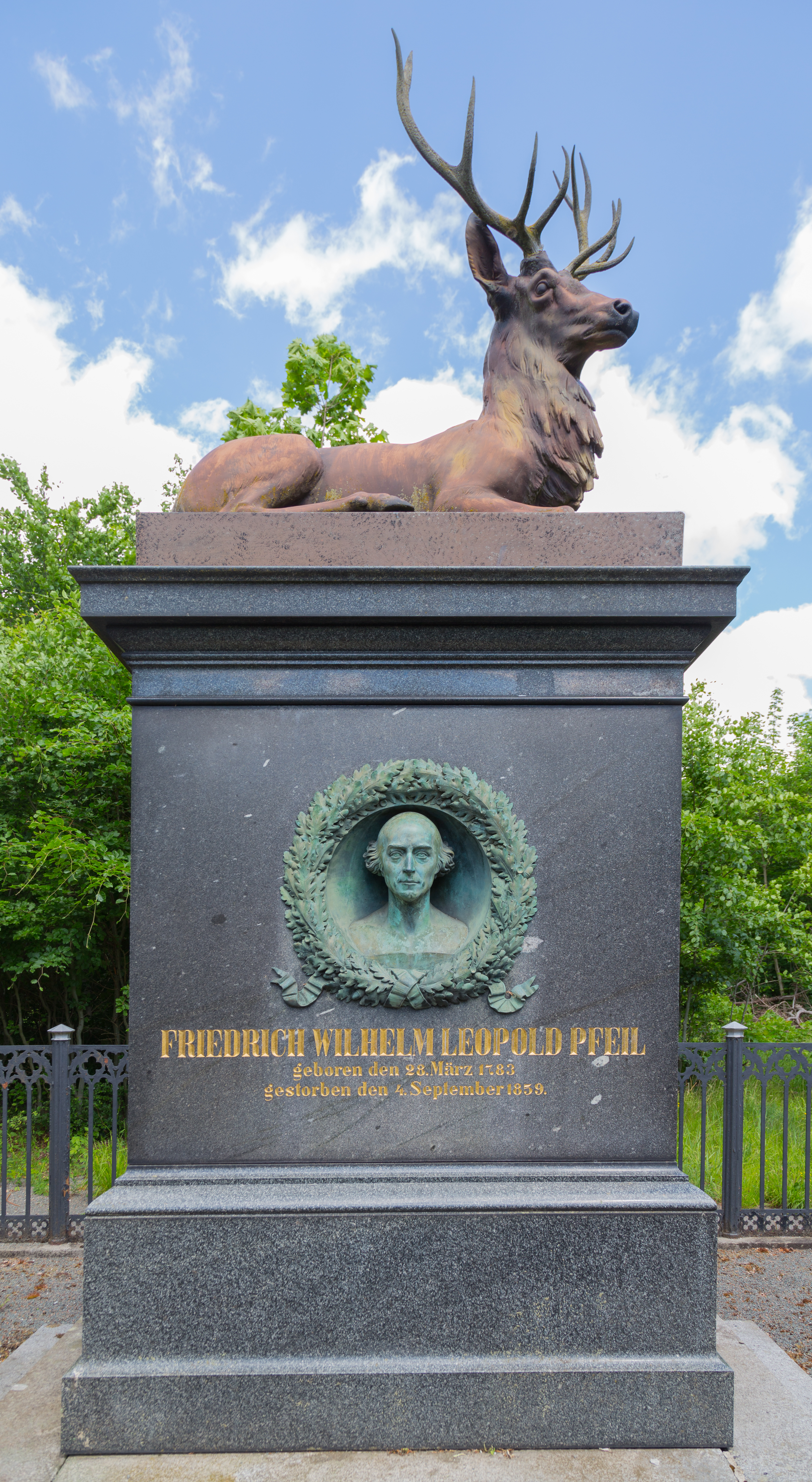
Pfeil-Denkmal bei Thale

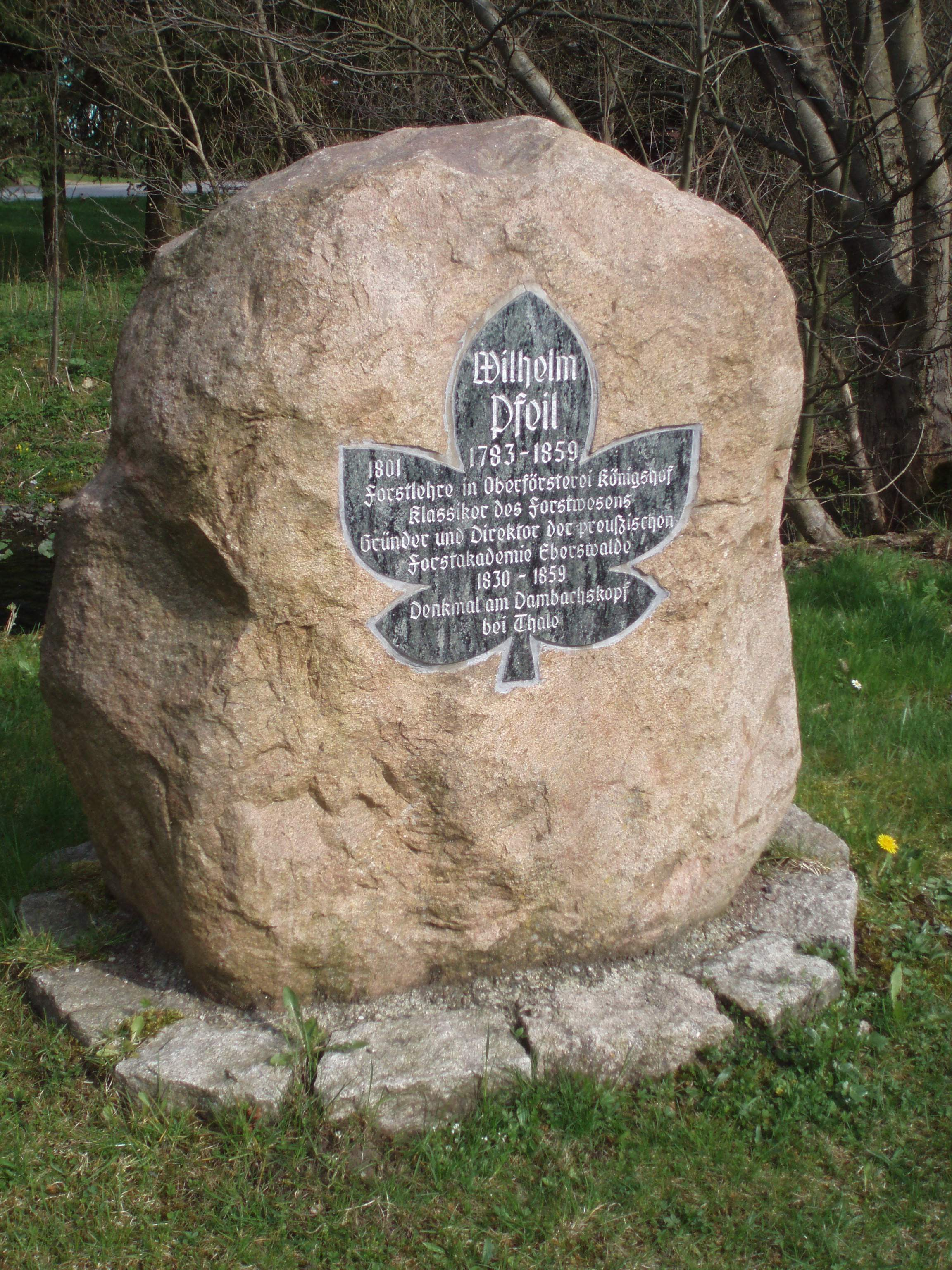
Pfeildenkmal in Königshütte

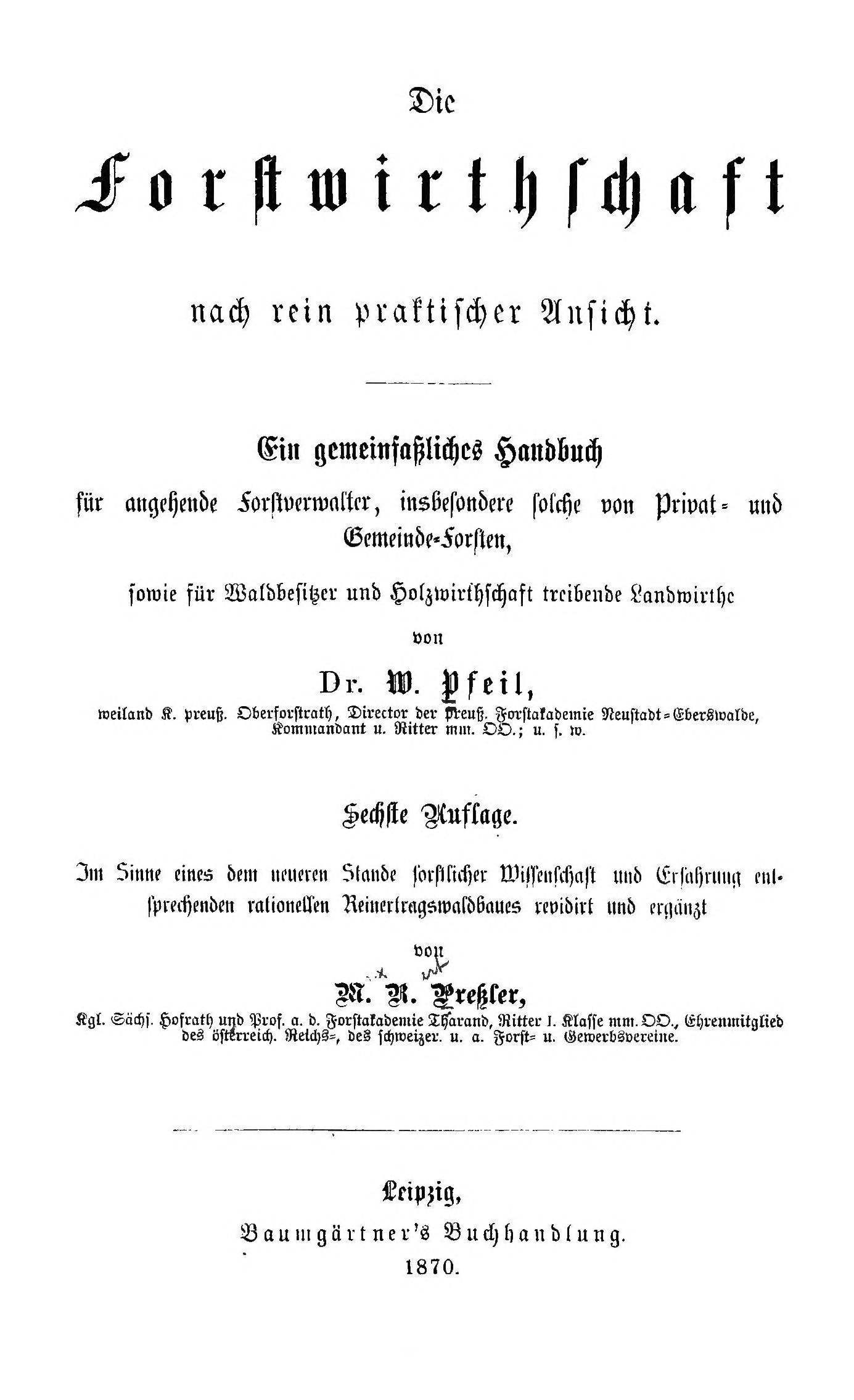
Die Forstwirtschaft nach rein praktischer Ansicht, 6. Auflage. aktualisiert von Max Robert Preßler. Baumgärtner’s Buchhandlung, Leipzig 1870

Das Pfeil-Denkmal im Naturpark Harz/Sachsen-Anhalt unweit des Bodetals östlich von Treseburg (Thale) steht nahe der am Großen Dambachskopf (454,3 m) befindlichen Försterei Dambachhaus, in dem Erich Honecker sein Jagddomizil hatte, etwa 50 m nordwestlich einer Waldwegkreuzung (468,5 m; ⊙) auf 470 m Höhe. Das umzäunte Denkmal besteht aus einem wuchtigen Sockel, auf dem ein kapitaler Hirsch ruhend liegt. Es wurde zu seinem Andenken von seinen Schülern durch Spenden finanziert und von den Berliner Bildhauern August Kiss (Porträtrelief) und Eduard Mencke geschaffen. Die feierliche Enthüllung erfolgte am 3. Juli 1865. Die Ortswahl geschah auf Grund der Tatsache, dass Pfeil diese Gegend regelmäßig zwecks Erholung und Jagd aufsuchte und in den Forsten um Thale mit den Studenten der Forstakademie praktische Übungen zur Einteilung und Bewertung der Wälder durchführte. 1825 traf er sich hier auch mit Heinrich Cotta. Seinem Wunsch, hier begraben zu werden, kam seine Familie jedoch nicht nach. Das Pfeil-Denkmal spielt in einer Schlüsselszene des Romans Cécile von Theodor Fontane eine Rolle. Es ist als Nr. 68 in das System der Stempelstellen der Harzer Wandernadel einbezogen.
Weitere Pfeil-Denkmäler stehen in Königshütte und im Zentrum des Forstbotanischen Gartens in Eberswalde, wo es seit 1884 auch eine Pfeilstraße gibt. Eine weitere Pfeilstraße ist in Berlin-Niederschönhausen zu finden. Das 1914 von Hans Eckstein für die Aula der Forstakademie Eberswalde geschaffene Pfeil-Gemälde hängt nun in der Aula der heutigen Fachhochschule.
Zur Erinnerung an Pfeils Lehrzeit wurde am 6. Mai 2003 vor der ehemaligen Oberförsterei Königshof ein Gedenkstein enthüllt. Am 1. September 2005 brachten Vertreter der deutschen und polnischen Forstwirtschaft als Höhepunkt eines Festaktes zum Gedenken Pfeils in der Garnisonskirche von Jelenia Góra (vormaliges Hirschberg) eine deutsch-polnische Gedenktafel an. Eine zu diesem Anlass geschaffene zweisprachige Pfeil-Ausstellung wird im Forstmuseum Goluchow gezeigt.
Die Borkenkäfer-Art Bostrichus pfeilii ist nach ihm benannt. Nach Pfeil erhielten zudem Oberförstereien – Pfeil und Pfeilswalde in Ostpreußen – und forstliche Pflanzgärten – „Pfeilsgarten“ in Eberswalde und im Revier Chorin sowie „Pfeils Kamp“ im Revier Zechlin – ihre Namen. Auch die Medaillen „Für Verdienste“ und „Für sportliche Leistungen“ der früheren Forstlichen Hochschule Eberswalde wurden nach ihm benannt.
Zur Erinnerung an Pfeils Wirken wurde von 1963 bis 2006 der mit 30.000 DM/15.000 Euro dotierte Wilhelm-Leopold-Pfeil-Preis verliehen. Mit der von der Alfred-Toepfer-Stiftung F.V.S. Hamburg zur Verfügung gestellten Auszeichnung wurden um die Waldwirtschaft verdiente Persönlichkeiten geehrt. Der Pfeil-Preis, wie er auch kurz heißt, wurde bis 1993 durch die Forstwissenschaftliche Fakultät der Albert-Ludwigs-Universität Freiburg vergeben, ab 1994 bis zur Einstellung 2006 dann von der Stiftung an der Fachhochschule Eberswalde. Zugleich mit dem Preis wurden auch jeweils Pfeil-Europa-Studienreise-Stipendien an in- und ausländische Forstleute verliehen.

## Schriften (Auswahl)

### Wissenschaftliche Schriften
- Erfahrungen und Bemerkungen über die Kultur der Waldungen in Schlesien und in den Marken. 1813
- Über die Ursachen des schlechten Zustandes der Forsten und die allein möglichen Mittel ihn zu verbessern, mit besonderer Rücksicht auf die Preußischen Staaten. Eine freimütige Untersuchung, 1816
- Über forstwissenschaftliche Bildung und Unterricht im allgemeinen mit besonderer Anwendung auf den preußischen Staat. 1820
- Über die Befreiung der Wälder von Servituten. 1821
- Vollständige Anleitung zur Behandlung, Benutzung und Schätzung der Forsten. Ein Handbuch für Forstbediente, Gutsbesitzer, Ökonomiebeamte und Magisträte. Mit Rücksicht auf die wechselseitigen Beziehungen des Waldbaus zum Feldbau, 2 Bände, 1820/1821
- Grundsätze der Forstwirthschaft in Bezug auf Nationalökonomie und die Staats-Finanzwissenschaft. 2 Bände, 1822/1824
- Die Behandlung und Schätzung des Mittelwaldes. Züllichau 1824

- Über Insectenschaden in den Wäldern, die Mittel ihm vorzubeugen und seine Nachtheile zu vermindern. Berlin 1827

- Anleitung zur Ablösung der Wald-Servituten sowie zur Theilung und Zusammenlegung gemeinschaftlicher Wälder, mit besonderer Rücksicht auf die Preußische Gesetzgebung. Berlin 1828 (Nachauflagen 1844 und 1854)
- Das forstliche Verhalten der Waldbäume und ihre Erziehung. 1829 (Nachauflagen 1839 und 1854)
- Neue vollständige Anleitung zur Behandlung, Benutzung und Schätzung der Forsten. Ein Handbuch für Forstbesitzer und Forstbeamte, 5 Bände, Berlin 1830ff
- Forstschutz und Forstpolizeilehre. 1831 (Nachauflage 1845)
- Forstbenutzung und Forsttechnologie. 1831 (Nachauflage 1845 und 1858)
- Kurze Anweisung zur Jagdwissenschaft für Gutsbesitzer und Forstliebhaber. 1831
- Die Forstwirthschaft nach rein praktischer Ansicht. Ein Handbuch für Privatforstbesitzer, Verwalter und insbesondere für Forstlehrlinge, 1831 (Nachauflagen 1839, 1843, 1851, 1857 und 1870)
- Die Forsttaxation. 1833 (Nachauflagen 1843 und 1858)
- Die Forstpolizeigesetze Deutschlands und Frankreichs nach ihren Grundsätzen, mit besonderer Rücksicht auf eine neue Forstpolizeigesetzgebung Preußens. Für Forstmänner, Kameralisten und Landstände, Berlin 1834

- Anleitung zur Feststellung der vom Forstgrunde zu erhebenden Grundsteuer. Für Forstmänner, Staatswirthe und Steuerbeamte, Leipzig 1835

- Die Forstgeschichte Preußens bis zum Jahre 1806. Leipzig 1839; Reprint 2009 Verlag Kessel, ISBN 978-3-941300-21-7, Link zum Buch-Umschlag: PDF
- Vollständige Anweisung zur Jagdverwaltung und Jagdbenutzung mit Rücksicht auf eine zweckmäßige Jagdpolizeigesetzgebung. Ein Handbuch für Jagdbesitzer, Leipzig 1848
- Anleitung zur Ausführung des Jagdpolizeigesetzes für Preußen vom 7. März 1850, 1850
- Die deutsche Holzzucht, begründet auf die Eigenthümlichkeit der Forsthölzer und ihr Verhalten zu den verschiedenen Standorten. 1860 (postum von seinem Sohn Arnold Erich Ottomar Pfeil herausgegeben)

### Herausgebertätigkeit
- Kritische Blätter für Forst- und Jagdwissenschaft in Verbindung mit mehreren Forstmännern und Gelehrten. Leipzig 1822–1859